# 希腊共产党（国内派）
希腊共产党（国内派）（希腊语：Κομμουνιστικό Κόμμα Ελλάδας Εσωτερικού）是希腊的一个已不存在的共产主义政党。该党成立于1968年，由希腊共产党内反对华约入侵捷克斯洛伐克，镇压布拉格之春的党员脱党建立。它的意识形态是欧洲共产主义。它的政治立场是左翼。该党于1987年1月分裂为希腊左翼和希腊共产党（国内派）—革新左翼。